# Gazela-de-sömmerring
A gazela-de-sömmerring (Nanger soemmerringii) é uma espécie de antílope do gênero Nanger encontrada no Sudão, Eritreia, Djibouti, Etiópia e Somália.